# Plavi 9 (1950.)
Plavi 9, hrvatski dugometražni film iz 1950. godine.